# Вячеслав Ярославич
Вячеслав Ярославич (1036—1057) — князь смоленский с 1054, один из младших сыновей Ярослава Мудрого и Ингегерды.

## Биография
Родился, вероятно, в Киеве, где жил до совершеннолетия. В 1054 году после смерти Ярослава получил Смоленское княжество. Через три года Вячеслав умер.
В источниках не сообщается, был ли Вячеслав женат. Согласно Н. М. Карамзину, Вячеслав был женат на Оде, дочери графа Леопольда Штаденского. Однако существуют и другие версии о замужестве Оды, имя мужа которой не упоминается, известно только то, что её выдали замуж за «короля Руси». Согласно исследованиям историка А. В. Назаренко мужем Оды был не Вячеслав, а его старший брат Святослав Ярославич.
У Вячеслава был сын Борис (ум. 1078), претендовавший в 1077 году на Черниговское княжество.
Возможно, его дочерью была Вышеслава, польская королева.